# (8316) Wolkenstein
(8316) Wolkenstein est un astéroïde de la ceinture principale.

## Description
(8316) Wolkenstein est un astéroïde de la ceinture principale. Il fut découvert le 24 septembre 1960 à l'observatoire Palomar par Cornelis Johannes van Houten, Ingrid van Houten-Groeneveld et Tom Gehrels. Il présente une orbite caractérisée par un demi-grand axe de 2,99 UA, une excentricité de 0,12 et une inclinaison de 9,5° par rapport à l'écliptique.
Cet astéroïde est nommé en l'honneur d'Oswald von Wolkenstein (vers 1377-1445).

## Compléments